# بسو (کوه)
بسو (آلمانی: Besso) یک کوه در رشته کوه آلپ پنین در کانتون وله سوئیس است.
نخستین صعود به این کوه توسط جی.بی. اپینی و جی. واینان در سال ۱۹۶۲ صورت گرفت.
ارتفاع این کوه (۳٬۶۶۸ متر) است.